# Division 1 1938-39

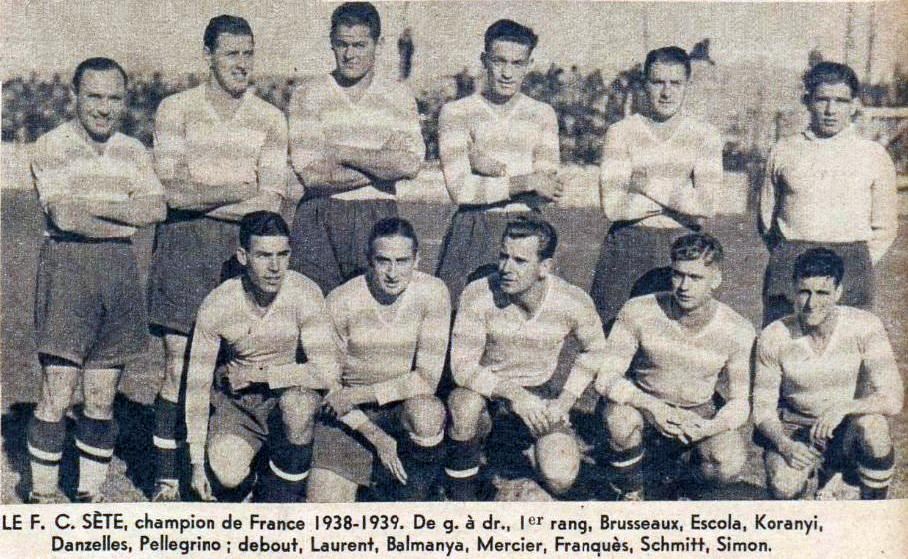
Formación de FC Sète

La Division 1 1938-39 fue la séptima y última temporada antes de la Segunda Guerra Mundial del fútbol francés profesional. FC Sète se proclamó campeón con 42 puntos, obteniendo su segundo título.

## Equipos participantes
| - FC Antibes - AS Cannes - SC Fives - Le Havre AC - RC Lens - Olympique Lillois - Olympique de Marseille - FC Metz |  | - RC Paris - Excelsior AC Roubaix - RC Roubaix - FC Rouen - AS Saint-Étienne - FC Sète - FC Sochaux-Montbéliard - RC Strasbourg |

## Tabla de posiciones
| Pos. | Equipo                 | Pts. | PJ | G  | E | P  | GF | GC | Dif. | Clasificación         |
| ---- | ---------------------- | ---- | -- | -- | - | -- | -- | -- | ---- | --------------------- |
| 1    | FC Sète (C)            | 42   | 30 | 19 | 4 | 7  | 65 | 36 | +29  | Campeón de Liga       |
| 2    | Olympique de Marsella  | 40   | 30 | 18 | 4 | 8  | 56 | 34 | +22  |                       |
| 3    | RC Paris               | 38   | 30 | 15 | 8 | 7  | 58 | 43 | +15  |                       |
| 4    | AS Saint-Étienne       | 35   | 30 | 14 | 7 | 9  | 46 | 30 | +16  |                       |
| 5    | Olympique Lillois      | 34   | 30 | 14 | 6 | 10 | 42 | 38 | +4   |                       |
| 6    | FC Sochaux-Montbéliard | 32   | 30 | 14 | 4 | 12 | 65 | 39 | +26  |                       |
| 7    | RC Lens                | 31   | 30 | 11 | 9 | 10 | 51 | 42 | +9   |                       |
| 8    | FC Metz                | 31   | 30 | 12 | 7 | 11 | 49 | 46 | +3   |                       |
| 9    | SC Fives               | 31   | 30 | 13 | 5 | 12 | 57 | 54 | +3   |                       |
| 10   | RC Strasbourg          | 28   | 30 | 10 | 8 | 12 | 39 | 43 | −4   |                       |
| 11   | Le Havre AC            | 28   | 30 | 11 | 6 | 13 | 48 | 59 | −11  |                       |
| 12   | AS Cannes              | 27   | 30 | 11 | 5 | 14 | 47 | 62 | −15  |                       |
| 13   | Excelsior AC Roubaix   | 24   | 30 | 8  | 8 | 14 | 60 | 71 | −11  |                       |
| 14   | FC Rouen               | 21   | 30 | 6  | 9 | 15 | 31 | 48 | −17  |                       |
| 15   | FC Antibes (D)         | 21   | 30 | 6  | 9 | 15 | 21 | 54 | −33  | Descenso a Division 2 |
| 16   | RC Roubaix (D)         | 17   | 30 | 4  | 9 | 17 | 31 | 67 | −36  | Descenso a Division 2 |

 Fuente: footballdatabase.eu
Notas:
1. ↑  Campeón de la Copa de Francia

## Resultados
| Local \ Visitante      | ANT | CAN | EXC | FIV | HAV | LEN | LIL | MAR | MET | RCP | ROB | ROE | SAE | SET | SOC | STR |
| ---------------------- | --- | --- | --- | --- | --- | --- | --- | --- | --- | --- | --- | --- | --- | --- | --- | --- |
| FC Antibes             | —   | 0–0 | 3–0 | 0–3 | 1–0 | 1–0 | 0–3 | 2–2 | 1–1 | 1–1 | 1–0 | 0–0 | 0–4 | 0–2 | 0–0 | 1–1 |
| AS Cannes              | 3–0 | —   | 2–1 | 1–5 | 3–2 | 2–1 | 1–2 | 2–4 | 2–1 | 1–2 | 4–1 | 2–0 | 1–2 | 3–2 | 0–0 | 1–1 |
| Excelsior AC Roubaix   | 0–2 | 3–5 | —   | 3–1 | 3–3 | 0–1 | 1–1 | 1–3 | 3–1 | 6–2 | 4–2 | 1–1 | 1–0 | 2–3 | 3–2 | 6–1 |
| SC Fives               | 4–1 | 3–1 | 4–2 | —   | 7–3 | 0–4 | 3–1 | 0–0 | 1–1 | 0–1 | 1–3 | 1–0 | 3–2 | 1–3 | 2–4 | 2–0 |
| Le Havre AC            | 2–0 | 3–0 | 1–3 | 0–0 | —   | 2–2 | 1–0 | 2–0 | 0–3 | 2–1 | 5–2 | 1–1 | 0–0 | 2–1 | 2–1 | 2–1 |
| RC Lens                | 1–1 | 6–2 | 2–2 | 4–2 | 3–1 | —   | 2–3 | 2–1 | 1–1 | 3–1 | 0–2 | 1–0 | 1–2 | 2–2 | 1–1 | 1–1 |
| Olympique Lillois      | 2–0 | 4–3 | 1–2 | 1–0 | 2–0 | 0–1 | —   | 3–2 | 0–2 | 2–1 | 5–3 | 3–1 | 1–0 | 2–0 | 0–1 | 0–1 |
| Olympique de Marsella  | 5–2 | 0–1 | 4–2 | 2–0 | 0–2 | 2–0 | 2–0 | —   | 5–1 | 5–2 | 6–0 | 1–0 | 3–1 | 1–1 | 1–0 | 1–0 |
| FC Metz                | 6–0 | 2–1 | 1–1 | 1–3 | 2–1 | 1–1 | 0–1 | 5–1 | —   | 3–0 | 1–0 | 2–2 | 1–0 | 0–2 | 0–3 | 2–1 |
| RC Paris               | 3–0 | 5–1 | 3–1 | 2–2 | 3–0 | 1–0 | 2–2 | 1–1 | 3–2 | —   | 1–1 | 3–0 | 1–1 | 3–0 | 6–1 | 3–2 |
| RC Roubaix             | 2–2 | 1–1 | 1–1 | 3–3 | 1–1 | 1–5 | 0–0 | 1–0 | 1–2 | 0–3 | —   | 1–2 | 2–2 | 1–0 | 1–4 | 2–0 |
| FC Rouen               | 0–1 | 2–1 | 2–2 | 1–3 | 1–4 | 3–0 | 0–0 | 1–2 | 2–2 | 3–1 | 0–0 | —   | 0–2 | 0–1 | 1–0 | 1–1 |
| AS Saint-Étienne       | 1–0 | 2–0 | 2–2 | 2–0 | 4–2 | 1–1 | 2–0 | 1–0 | 0–1 | 0–1 | 5–0 | 2–1 | —   | 3–1 | 2–1 | 0–0 |
| FC Sète                | 4–0 | 3–0 | 2–0 | 3–2 | 2–2 | 2–2 | 1–2 | 6–3 | 5–0 | 3–1 | 2–0 | 2–1 | 2–1 | —   | 2–0 | 2–0 |
| FC Sochaux-Montbéliard | 2–0 | 7–3 | 8–0 | 5–2 | 8–0 | 0–2 | 4–1 | 2–0 | 0–1 | 1–0 | 3–1 | 2–0 | 1–2 | 1–1 | —   | 2–0 |
| RC Strasbourg          | 2–1 | 1–3 | 3–1 | 3–1 | 3–1 | 3–2 | 1–2 | 1–0 | 0–0 | 1–1 | 2–0 | 5–1 | 1–1 | 1–3 | 2–0 | —   |

Promovidos de la Division 2, quienes jugarán en la Division 1 1945/46 (con el comienzo de la Segunda Guerra Mundial, las relegaciones y promociones se efectúan solo después de la guerra):
- Red Star Olympique: Campeón de la Division 2
- Stade Rennais UC: Subcampeón de la Division 2

## Goleadores
| # | Jugador               | Nacionalidad    | Club                   | Goles |
| - | --------------------- | --------------- | ---------------------- | ----- |
| 1 | Roger Courtois        | Francia Suiza   | FC Sochaux-Montbéliard | 27    |
| - | Désiré Koranyi        | Francia Hungría | FC Sète                | 27    |
| 3 | Norbert Van Caeneghem | Francia         | SC Fives               | 24    |
| 4 | Henri Hiltl           | Austria         | Excelsior AC Roubaix   | 18    |
| 5 | Emmanuel Aznar        | Francia         | Olympique de Marseille | 16    |
| - | Antoine Franceschetti | Francia         | AS Cannes              | 16    |
| - | Alessandro Frigerio   | Suiza           | Le Havre AC            | 16    |
| - | Ignace Tax            | Francia Austria | AS Saint-Étienne       | 16    |